# Jagernigg
Jagernigg ist eine Ortschaft in der Weststeiermark sowie eine Katastralgemeinde und Dorf der Marktgemeinde Pölfing-Brunn im Bezirk Deutschlandsberg in der Steiermark. Der Ort war von 1850 bis 1920 namensgebend für die Gemeinde Pölfing-Brunn.

## Lage und Geographie
Jagernigg liegt im westlichen Teil der Marktgemeinde Pölfing-Brunn, westlich der Katastralgemeinde Brunn. Im Norden bildet der Pölfingbach teilweise die Grenze zur Katastralgemeinde Oberhart mit der Rotte Oberhart der Gemeinde Sankt Martin im Sulmtal. Im Nordwesten, Westen, Südwesten und Süden schließen die zur Marktgemeinde Wies gehörigen Katastralgemeinde Gaißeregg, Wies und Aug mit den gleichnamigen Siedlungen sowie der Rotte Lamberg an Jagernigg an. Im Westen verläuft die Grenze dabei entlang des Lambergerbaches. Durch den südlichen Teil von Jagernigg fließt die Weiße Sulm.
Mittig durch Jagernigg verläuft die Landesstraße L605, die Pölfing-Brunner-Straße. Auch die Strecke der von der GKB betriebenen Wieserbahn verläuft durch Jagernigg, es befindet sich aber kein Haltepunkt in der Ortschaft.

## Geschichte
Zu den ältesten Siedlungsspuren in Jagernigg gehören mehrere Grab- und Siedlungsfunde aus der Römerzeit. Durch Jagernigg verlief eine Römerstraße.
Die erste urkundliche Erwähnung erfolgte 1322 als villa Jaegernich. Weitere Erwähnungen erfolgten 1406 als Jägernig, Gagernig und Gegernig sowie um 1785 als Jagernick sowie um 1820 schließlich als Jagernigg. Ab dem Mittelalter bis 1848 gehörten die in Jagernigg ansässigen Untertanen zu den Herrschaften Burgstall, Deutschlandsberg und Kopreinigg. Im 16. und 17. Jahrhundert wurden die Landgerichtsdienste von der Herrschaft Limberg erhoben.
Mit der Konstituierung der freien Gemeinden im Jahr 1850 wurde der Ort mit den Katastralgemeinden Brunn und Pölfing zur freien Ortsgemeinde Jagernigg zusammengelegt. Diese Gemeinde änderte am 6. Januar 1920 ihren Namen in Pölfing-Brunn.

## Persönlichkeiten

### Söhne und Töchter von Jagernigg
- Karl Klancnik (1925–1976), Bergmann, Betriebsrat, Gewerkschafter und Politiker (SPÖ)